# Mișcarea Patria Noastră
Mișcarea Patria Noastră (maghiară: Mi Hazánk Mozgalom) este un partid politic de dreapta fondat de primarul din Ásotthalom, fost membru al Jobbik vicepreședintele László Toroczkai și alți dizidenți din Jobbik care au părăsit organizația după ce conducerea partidului s-a îndepărtat de rădăcinile sale radicale.

## Istorie
Pe 14 octombrie 2018, politicienii partidului au anunțat că partidul va organiza o aripă de tineret. Pe 7 noiembrie 2018, László Toroczkai a anunțat mass-media că 3 foști politicieni Jobbik, István Apáti, Erik Fülöp și János Volner (care a plecat ulterior) s-au alăturat partidului său politic.
La începutul anului 2019, partidul a încheiat o alianță cu Partidul Maghiar al Justiției și Vieții de dreapta și cu Micii Fermieri Independenți, Muncitori Agrari și Partidul Civic.
În mai 2019, a fost anunțat că partidul va forma Legiunea Națională, un grup de „autoapărare” în uniformă, similar cu Garda Maghiară, aripa paramilitară a partidului naționalist Jobbik, care a fost interzisă în 2009.
La alegerile locale din 2019, partidul a reușit să câștige 8 posturi de consilieri județeni.

## Politici
Deși partidul se identifică ca un partid de „calea a treia”, opunându-se atât politicilor opoziției de stânga, cât și ale partidului de guvernare de dreapta Fidesz, Mișcarea Patria Noastră și ideologiile sale au fost descrise ca fiind de dreapta.
Partidul se opune categoric drepturilor LGBT. După lansarea unei cărți pentru copii, Meseország mindenkié, care prezintă membri LGBT și ai minorităților etnice drept oameni, vicepreședintele partidului, Dóra Dúró, a numit cartea „propagandă homosexuală” la conferința de presă și a distrus o copie a acesteia la conferința menționată, smulgându-i paginile și introducându-le printr-un tocător de hârtie. Mișcarea a provocat controverse semnificative și a atras atenția internațională.
În mijlocul Pandemiei de COVID-19, partidul a protestat împotriva măsurilor de izolare instituite de guvern, acuzându-i pe oficiali că „instigă la panică” și ruinează țara. Partidul promovează de asemenea antivaccinismul, lansând o petiție împotriva vaccinării anti-COVID pentru copii cu vârstele de 12-15 ani.
Partidul sprijină reintroducerea pedepsei capitale.

## Lideri
|   | Imagine | Nume             | A preluat funcția | A părăsit funcția | Durata conducerii        |
| - | ------- | ---------------- | ----------------- | ----------------- | ------------------------ |
| 1 |         | László Toroczkai | 23 iunie 2018     | prezent           | 7 ani, 1 lună și 15 zile |

## Rezultate electorale

### Adunarea Națională
| Alegeri | Lider            | Circumscripții | Circumscripții | Listă de partid/RP | Listă de partid/RP | Locuri  | +/– | Statut   |
| Alegeri | Lider            | Voturi         | %              | Voturi             | %                  | Locuri  | +/– | Statut   |
| ------- | ---------------- | -------------- | -------------- | ------------------ | ------------------ | ------- | --- | -------- |
| 2022    | László Toroczkai | 307,064        | 5.71% (#3)     | 332,487            | 5.88% (#3)         | 6 / 199 | Nou | Opoziție |

### Parlamentul European
| Anul alegerilor | # din totalul de voturi | % din totalul de voturi | # din totalul de locuri câștigate | +/- | Grup europarlamentar |
| --------------- | ----------------------- | ----------------------- | --------------------------------- | --- | -------------------- |
| 2019            | 114,156                 | 3.29% (6)               | 0 / 21                            | –   | –                    |
| 2024            | 306,404                 | 6.71 (#4)               | 1 / 21                            | ▲1  | ENS                  |